# Мезозом
Мезозоми су инвагинације прокариотске ћелијске мембране, које су прво опазили Џорџ Чапман и Џејмс Хилије 1953. године, и назвали их периферним телима. Назив мезозоми дао је Џ. Робертсон 1959. године. Током седамдесетих година 20. века мезозоми су препознати као артефакти и више се не сматрају нормалном ћелијском структуром прокариота. 
Мезозоми настају током хемијске фиксације ћелија приликом припреме препарата за електронску микроскопију. Претпостављало се да су у нивоу мезозома за ћелијску мембрану везани ензими респираторног ланца. Сем тога сматрало се да имају улогу и у образовању ћелијског зида у току деобе и у репликацији ДНК.